# Frans Anatolius Sjöström
Frans Anatolius Sjöström, född den 3 juli 1840 på Hannula gård i Åbo, död den 1 augusti 1885 på Rönnskär utanför Helsingfors, var en finländsk arkitekt och målare.

## Biografi
Frans Anatolius Sjöström var son till kronolänsmannen Fredrik Vilhelm Sjöström och Anna Lovisa Ahlblad och gift med Olga Thureson samt farbror till Wilho Sjöström. Efter genomgången teknisk realskola 1859–1861 i Åbo studerade han arkitektur för Georg Chiewitz i Åbo och under sju år från 1861 vid Konstakademien i Stockholm där han deltog i undervisningen i arkitekturskolan och målarskolan och tilldelades akademiens stora guldmedalj 1868. Sjöström räknas till en av Fredrik Wilhelm Scholanders bästa elever och intresserade sig extra för akvarellkonsten och arbetade en tid som Scholanders assistent. Han kopieringsmålade Scholanders dekorationsbilder till skådespelet Torkel Knutsson och fick därefter självständigt utföra dekorationerna till feeriskådespelet Slösaren på Nya teatern. Efter akademitiden i Stockholm vidareutbildade han sig i arkitektur under en studieresa med statsunderstöd 1869–1872 i Tyskland och Italien innan från 1872 var verksam som arkitekt och lärare vid polytekniska institutet i Helsingfors. Sjöström arbetade så gott som enbart i renässansstil. Hans mest betydande arbeten är Kiseleffska huset, Polytekniska institutet, (som numera hyser yrkeshögskolan Stadia), forna tyska skolans hus och Alexandersgymnasiets förra hus i Helsingfors, corps de logi på Malmgård, ombyggnaden av karaktärshuset på Sarvlax samt kyrkorna i Kides och Kronoborg. Som den kunskapsrika eklektiker han var, gav Sjöström sina alster en stark totalverkan och smakfullhet i detaljerna. Som bisyssla var han verksam som akvarellmålare. Hans största uppgift var ritningarna till ett lantdagshus. När han dog var ritningarna utställda i Helsingfors och efter hans död blev de belönade med guldmedalj, men aldrig utförda. Sjöströms verksamhet som arkitekt och som lärare var av stor betydelse för byggnadskonstens utveckling i Finland.

## Bilder

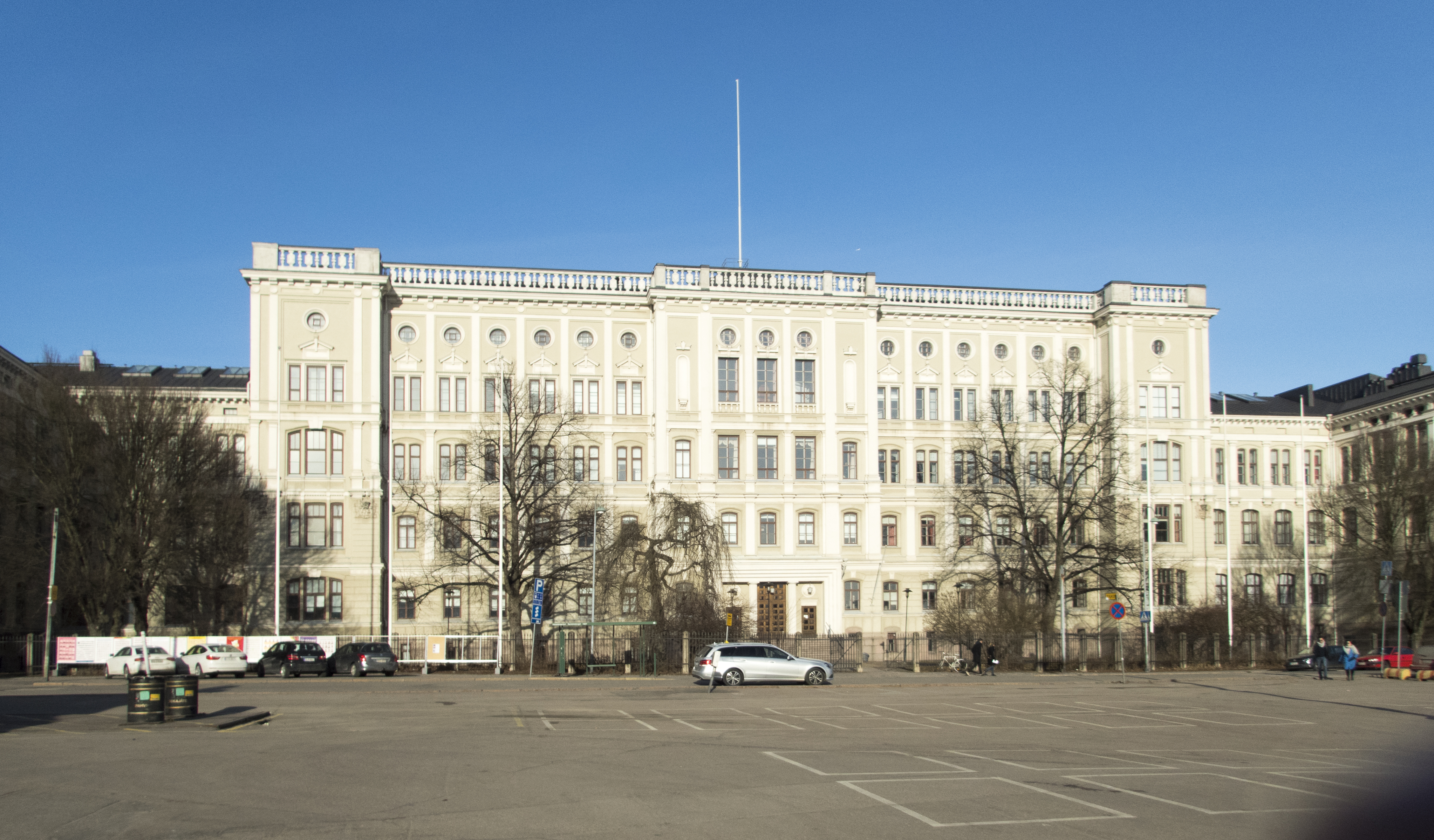
Polytekniska institutet
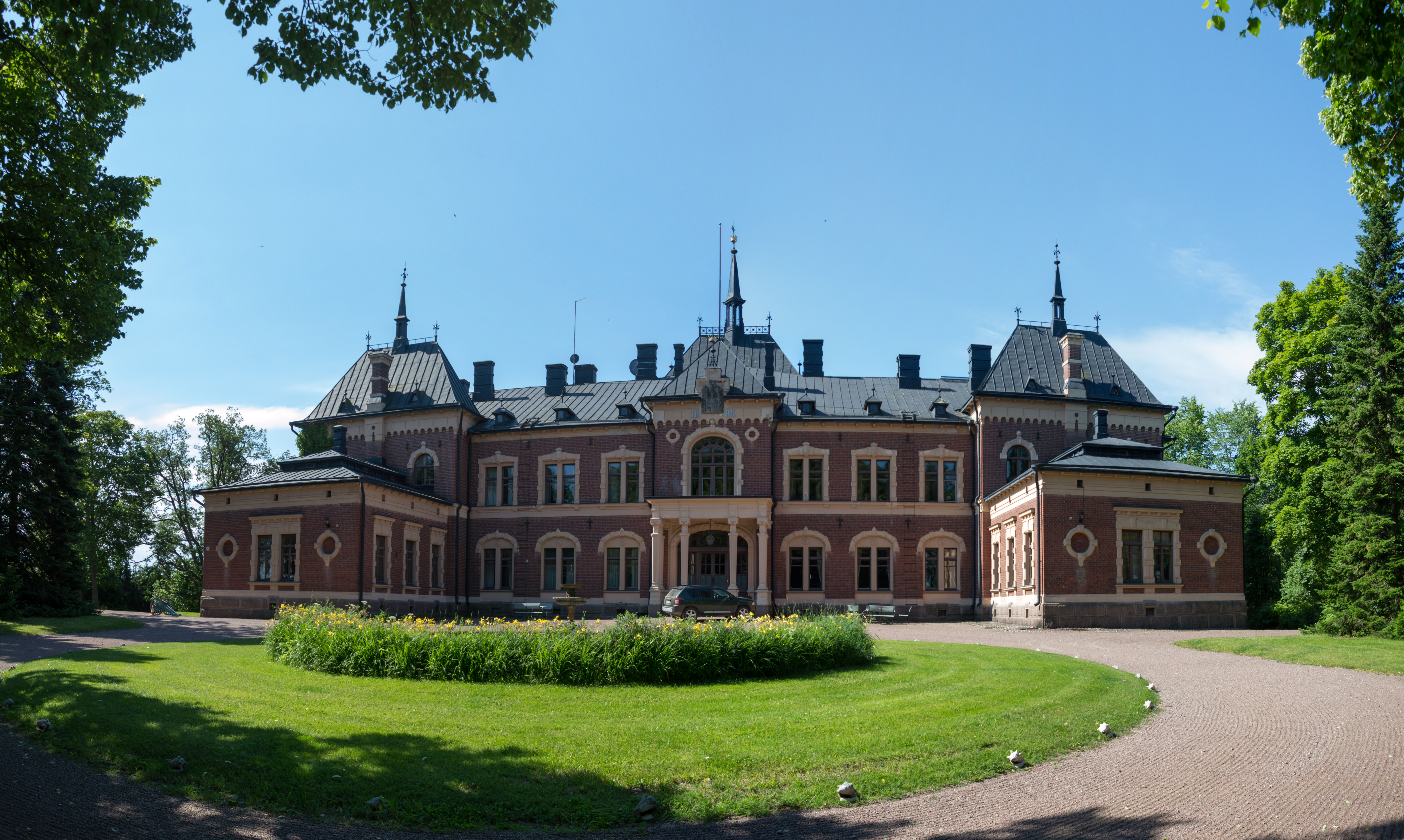
Malmgård
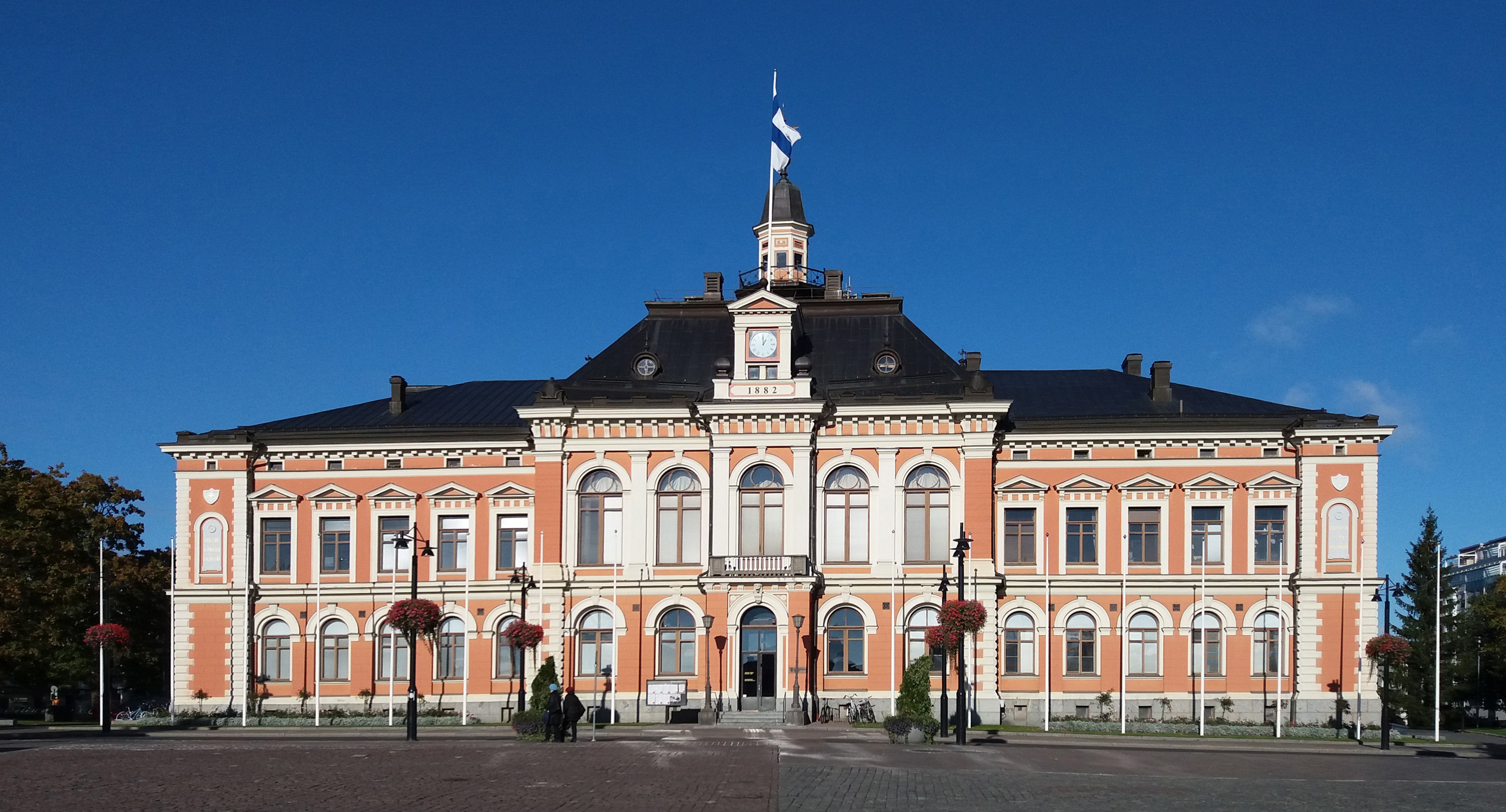
Kuopio rådhus
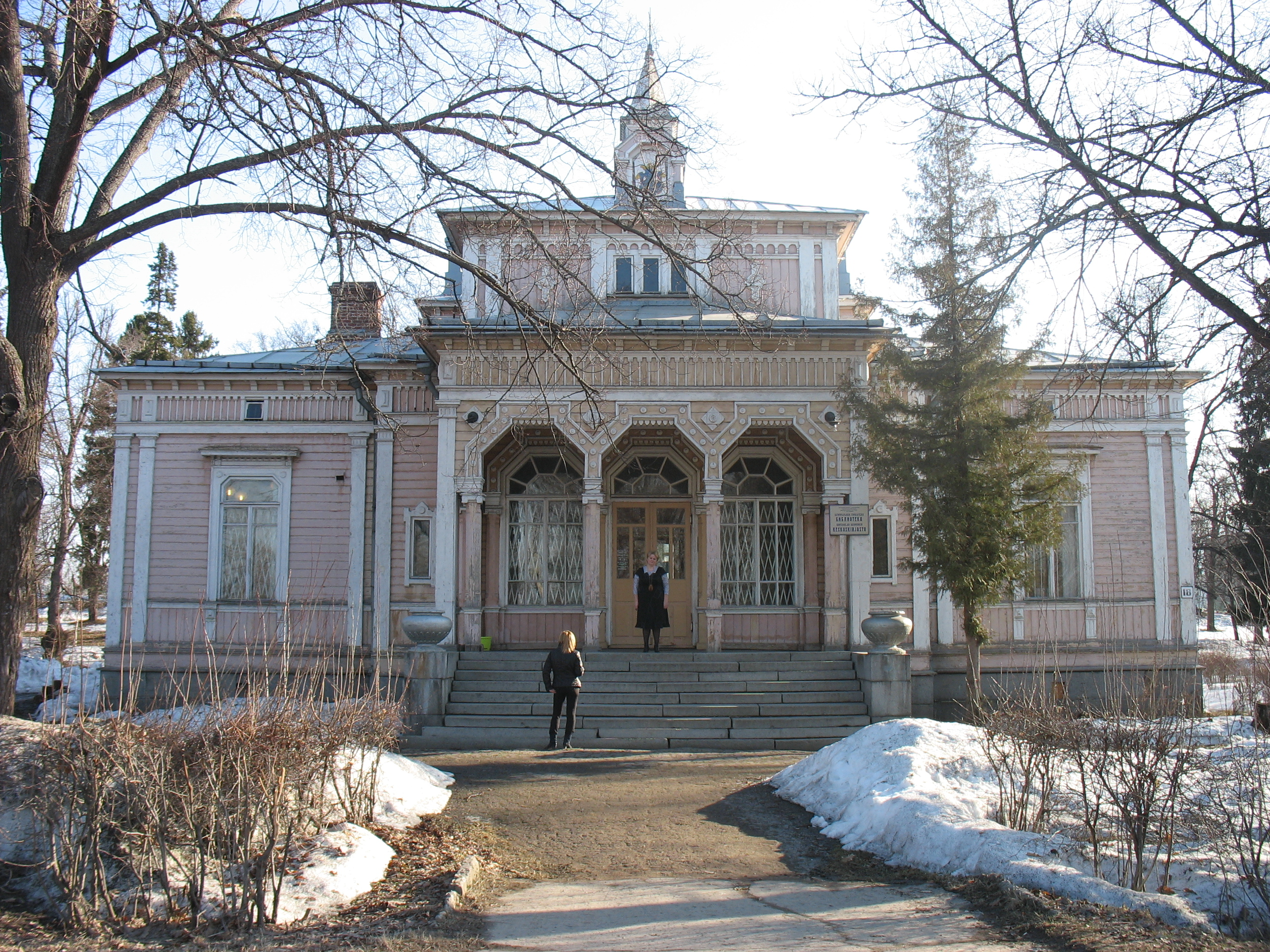
Sordavala rådhus